# پل موسی خان
پل موسی خان مربوط به دوره قاجار است و در میبد، روستای بارجین واقع شده و این اثر در تاریخ ۱۵ آذر ۱۳۷۸ با شمارهٔ ثبت ۲۵۳۱ به‌عنوان یکی از آثار ملی ایران به ثبت رسیده است.